# ヴァイオラ・デズモンド
ヴァイオラ・アイリーン・デズモンド（英語: Viola Irene Desmond、1914年7月6日 - 1965年2月7日）は、カナダ・ノバスコシア州出身の黒人女性実業家。1946年、ニューグラスゴーの映画館で人種隔離に当たる扱いを受け、これに抵抗した結果逮捕されて脱税の罪で起訴、有罪判決を受けた。デズモンドの例はカナダの歴史で最も広く取り上げられた人種差別事件であり、カナダにおける現代の人権運動の先駆けとなった。
2010年4月、デズモンドはカナダで初めて没後に恩赦を受けた人物となった。ノバスコシア州政府も脱税の罪でデズモンドを訴えたことを謝罪し、彼女の行動が人種差別に対する正当な抵抗であったことを認めた。
2016年、カナダ銀行はカナダ人女性初の人物としてデズモンドの肖像画を2018年発行予定の10ドル紙幣に採用することを発表した。

## 生涯
ヴァイオラは1914年7月6日、父ジェームズ・アルバート (James Albert) と母グウェンドリン・アイリーン・デイヴィス (Gwendolin Irene Davis)、旧姓ジョンソン (Johnson) の子として生まれた。本人を含めると7人姉妹、3人兄弟の大家族であり、父親が黒人、母親が白人と当時にしては珍しい組み合わせであったが、ハリファックスの黒人コミュニティで活発な家庭でヴァイオラは育った。
成長するにつれ、ヴァイオラは黒人女性向けの商用ヘアケア製品やスキンケア製品が存在しないことに着目し、そのようなニーズに応える商品の提供を目指すようになった。アフリカ系の血を引くヴァイオラは、ハリファックスでは美容師になるための教育を受けられなかったため、モントリオールやニューヨーク、アトランティックシティに移って訓練を受けた。ニューヨークではマダム・C.J.ウォーカーが経営する美容専門学校で勉強を重ねた。
専門学校に通っていたころに出会ったジャックと結婚し、訓練を終えてハリファックスに戻ったヴァイオラは、ゴッティンゲン・ストリートにある夫の理容室の隣に美容院を開いた。さらに、自身の美容学校 The Desmond School of Beauty Culture も設立した。これによって、彼女のように遠方へ出向かなくとも近隣の黒人女性が美容分野の専門的訓練を受けられるようになり、白人専用とされた専門学校への入学を拒否された黒人女性がノバスコシアのみならずニューブランズウィックやケベックからも集まった。学校は生徒が卒業後に自分の美容院を開くためのノウハウも伝授し、修了生の数は15人にのぼることもあった。また、デズモンドは美容化粧品ブランド Vi's Beauty Products を立ち上げ、自らマーケティングと販売を行ったほか、専門学校の卒業生が開いた店でも販売を展開した。

### 逮捕
1946年11月8日、デズモンドは自らの化粧品を販売するための出張に出かけていた。ところが、シドニーへ向かう途中のニューグラスゴーでデズモンドの運転する車が故障してしまった。修理に必要な部品を取り寄せるのに1日かかると修理業者に告げられたデズモンドはその夜、ローズランド劇場で映画『暗い鏡』を観ることにした。
デズモンドがチケットを購入して劇場のメインフロア部分の座席につこうとしたところ、デズモンドが持っているチケットはそのエリアのチケットではないとフロア担当者に指摘された。メインフロアのチケットを求めたつもりだったので、デズモンドは券売所へ戻ってチケットの交換を願い出た。ところが、券売所の担当者に劇場の規則で「"あなた方"にはメインフロアのチケットを売れない」ことになっていると言い渡された。デズモンドは肌の色を理由に拒まれているのを察したが、劇場の黒人専用スペースとして指定されているバルコニー部分に座るのを拒否し、再びメインフロアへと向かった。問答の末、結局デズモンドはその場に呼ばれた白人警察官と劇場の支配人によって映画館から強制的に退去させられた上、逮捕された。デズモンドはこのとき、膝と腰にケガをしたと語っている。

### 裁判

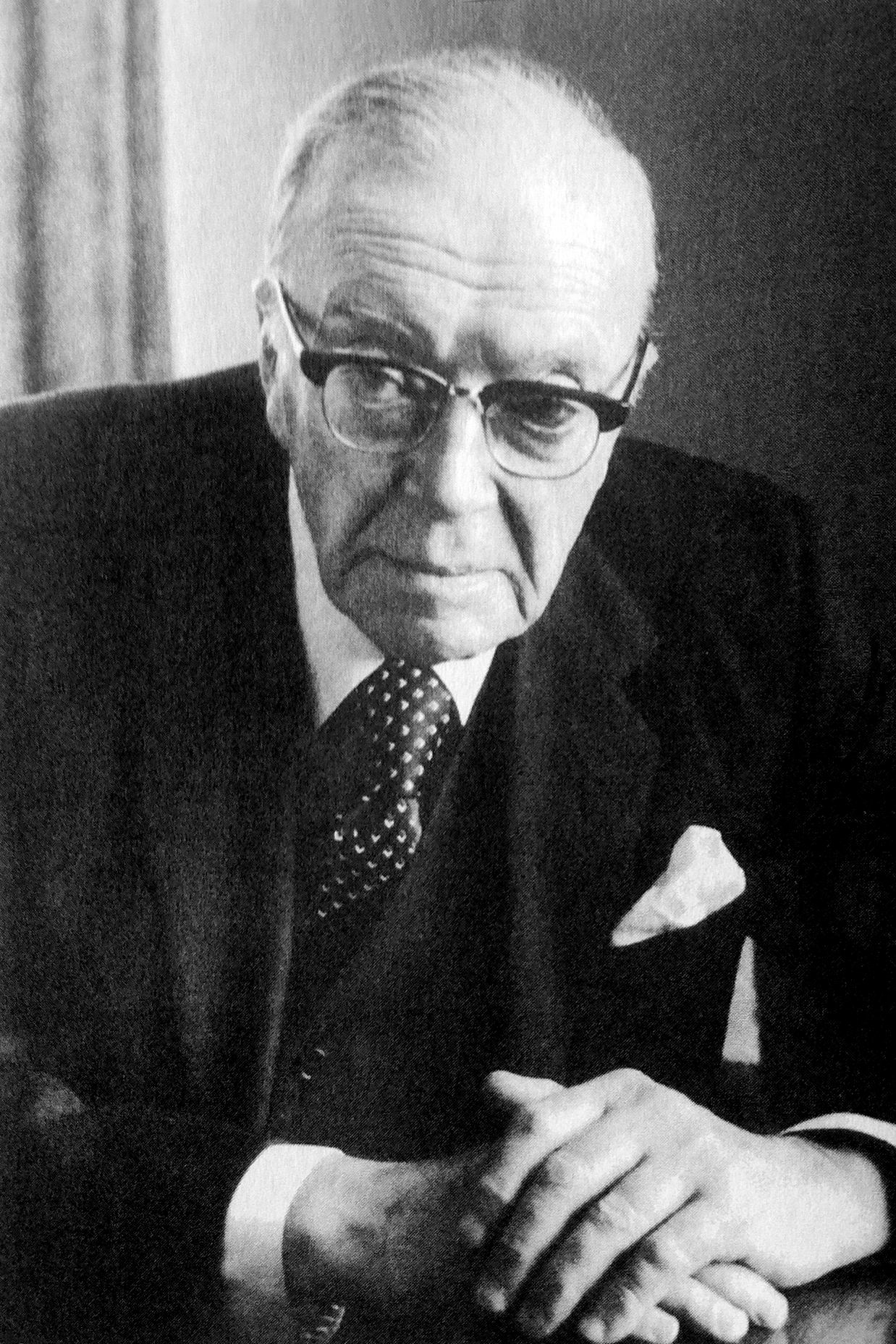
デズモンドの弁護士を務めたフレデリック・ウィリアム・ビセット

一晩留置された翌朝の1946年11月9日、デズモンドはニューグラスゴーの法廷に連れられ、弁護士をつける権利や保釈の権利、審議の延期を要求する権利について知らされることのないまま、州の「劇場、映画および娯楽に関する法律」に対する違反行為で起訴された。デズモンドが購入したのは30セントのバルコニー席チケットであり、フロア席のチケット代金40セントとの間には娯楽税に相当する部分で1セントの差があるため、フロア席チケットを持たずに同エリアに座ったのは脱税にあたるという理由で、彼女は即日有罪判決を受けた。その結果、彼女は20カナダドル (2023年時点の$334と同等) の罰金と訴訟費用6カナダドル、合計26カナダドルの支払いを命ぜられた。支払いを済ませ、デズモンドはハリファックスに戻った。
ハリファックスに戻ったデズモンドはこのことを夫のジャックに相談したが、ジャックは諦めろという意見だった。しかし、コーンウォリス・ストリート・バプティスト教会の指導者であるウィリアム・パーリー・オリバー牧師と妻のパーリーンに抗議するよう励まされ、彼らの支援を得てデズモンドは法廷で争うことを決意した。
デズモンドの決意を受けて、キャリー・ベストは The Clarion 創刊号でデズモンドについての特集を組んだ。The Clarion は黒人が経営し発行するノバスコシア初の新聞であった。ベスト自身も、ローズランド劇場で人種隔離を経験していた人物である。
教会とノバスコシア有色人種地位向上協会 (NSAACP) の支援を得てデズモンドは弁護士のフレデリック・ウィリアム・ビセットを雇い、法廷での争いに備えた。

理由は定かではないが、ビセットは控訴の手段を採らず、事件移送による審査を求めた。人種差別について争うのを避け、不当に脱税の判決を受けた点について争おうとしたが、これが大失敗に終わった。事件移送命令の要求を棄却するにあたり、ウィリアム・ロリマー・ホール判事は次のコメントを残している。
ビセット弁護士は弁護報酬を受け取らず、支援者から集まった資金はオリバー牧師が設立したノバスコシア有色人種地位向上協会 (NSAACP) に提供することにした。

### 晩年

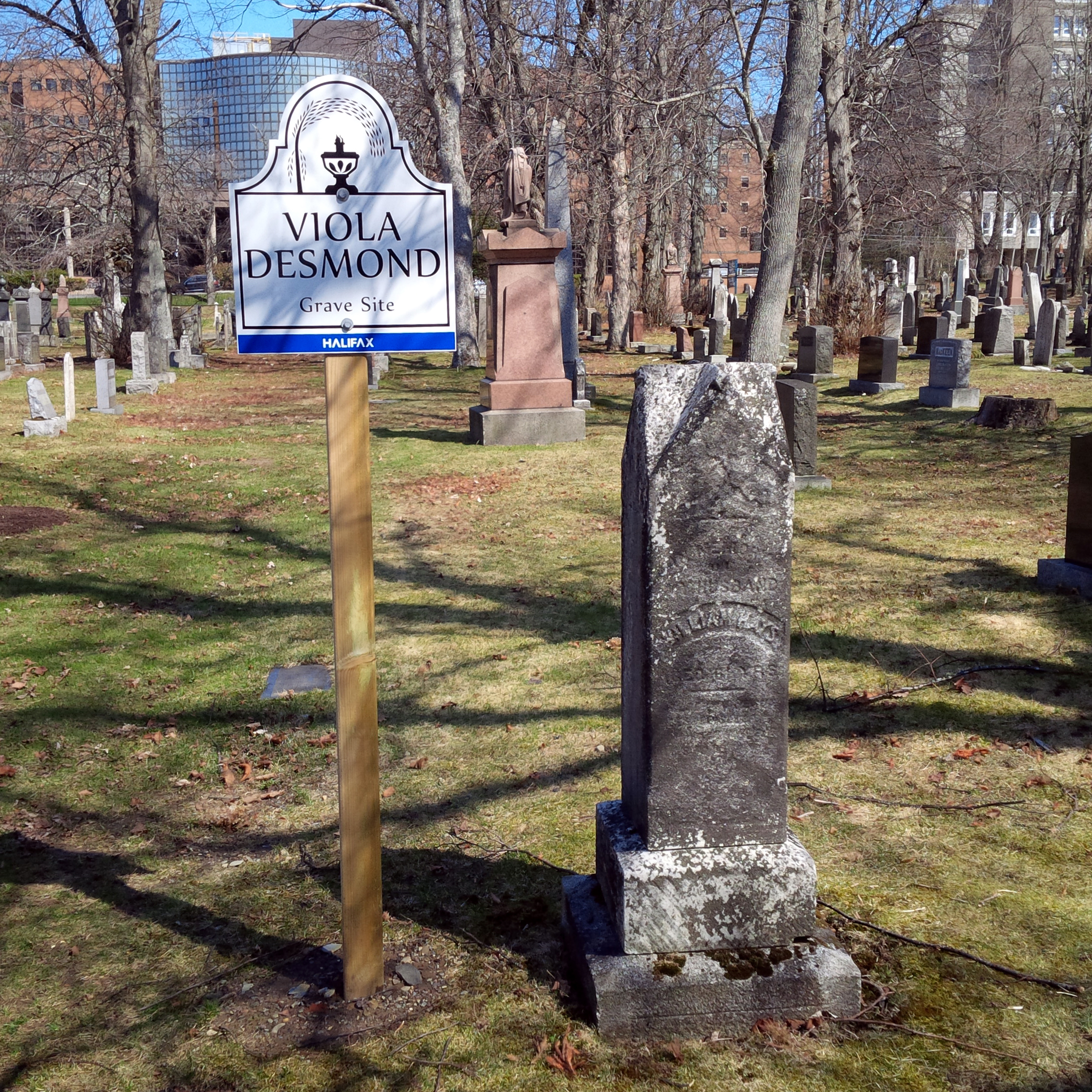
キャンプ・ヒル墓地のヴァイオラ・デズモンドの墓

法廷での争いに失敗した後、デズモンドは事業を清算してモントリオールに移り住み、ビジネス専門学校に入学した。最終的には米国ニューヨークに居を構えたが、1965年2月7日、胃腸出血で亡くなった。50歳であった。デズモンドはノバスコシア州ハリファックスのキャンプ・ヒル墓地に埋葬された。

## 遺産、栄誉
事件当時コーンウォリス・ストリート・バプティスト教会の牧師でノバスコシア有色人種地位向上協会 (NSAACP) の中心的人物であったオリバー名誉博士はデズモンドの遺産について、後に次のように述べている。
人種差別に立ち向かい、アフリカ系アメリカ人公民権運動の昂揚に貢献したという点でローザ・パークスと比べられることの多いデズモンドであるが、二人には著しい相違点がある。デズモンドの住んでいた場所は、パークスとは法制度が大きく異なっていた。アメリカ合衆国とは違って、カナダにはジム・クロウ法に相当する法律が存在しなかったからである。パークスがバスの前方座席に座ろうとしたのは、公共輸送機関における人種隔離政策を認めていたジム・クロウ法に対する市民的不服従に当たる行為であった。これに対し、デズモンドの場合は州法によって認められてはいない、民間劇場の経営者による人種隔離に対する抗議であった。
2000年には、デズモンド他のカナダ人人権活動家を取り上げたドキュメンタリー映像 Journey to Justice (仮題: 正義への道のり) がカナダ国立映画制作庁によって制作された。また、デズモンドを主題とするドキュメンタリー映像 Long Road to Justice: The Viola Desmond Story (仮題: 正義への長い道のり - ヴァイオラ・デズモンド物語) も制作された。
ケープ・ブレトン大学はヴァイオラ・デズモンドとワンダ・ロブソン (ヴァイオラの妹) の名を冠する奨学金キャンペーンを展開し、デズモンド社会正義委員会 を創立した。
妹のワンダ・ロブソンは一家の人権活動と姉との思い出について語った Sister to Courage を著した。また、子ども向けには Viola Desmond Won't Be Budged (仮題: ヴァイオラ・デズモンドは負けない) がジョディ・ニャーシャ・ワーナーによって著された。この他、歌手の フェイス・ノーラン がデズモンドを主題とした歌を作曲している。
2012年には、カナダ郵便公社の記念切手の絵柄にデズモンドの肖像画が採用された。
2016年2月2日には、ヒストリカ・カナダが60秒でカナダのさまざまな遺産を紹介する動画 ヘリテッジ・ミニット でヴァイオラ・デズモンドを取り上げた。この動画は2015年6月にアルバータ州のハイリバーをロケ地として撮影されたもので、キャンディス・マクルアーがヴァイオラ・デズモンドの役を演じた。ヘリテッジ・ミニットの主役として有色人種の女性が登場するのは、これが初めてであった。
2016年7月7日には、新たにハリファックス港に就航するフェリーに「ヴァイオラ・デズモンド号」の名が付けられた。
2016年12月8日、カナダ人女性として初めて10ドル紙幣のデザインに肖像画が採用されることが発表された。最終候補として残った5人からの選出であった。この紙幣は2018年の登場が予定されている。
2018年7月6日、カナダのGoogleはデズモンドの生誕104年を記念するロゴを公開した。

### 謝罪と恩赦
2010年4月14日、ノバスコシア州副総督の メイヤン・フランシスがノバスコシア州首相の助言を受けて、国王大権を発動し、デズモンドに対する恩赦を決定した。これがカナダにおける没後の恩赦としては初の例となった。カナダでは、恩赦は国王の恩赦大権に基づき、極めて限られた事例についてのみ認められる救済方法である。加えて、この初の没後恩赦は、対象者が無罪であり、冤罪であったことを認める事例となった点において、通常の恩赦とは異なるものであった。自身も黒人カナダ女性であるフランシスは、恩赦を認める署名を行う際、「（ようやく）64年後の今になって、私はここにいます。黒人女性がもう一人の黒人女性を解放するこの場に」と述べた。
また、ノバスコシア州政府も謝罪した。ヴァイオラ・デズモンドの妹ワンダ・ロブソンと、ケープ・ブレトン大学教授のグラハム・レイノルズ博士はノバスコシア州政府と協力しあい、デズモンドの無罪と冤罪があったことを公に知らしめ、州が人権の保護に努めることを確認した。州政府は2015年2月に施行された祭日ノバスコシア・ヘリテッジ・デーの初年度を「ヴァイオラ・デズモンドを記念する日」と決定した。ノバスコシア州ハリファックスにあるノバスコシア州庁舎には、デズモンドの肖像画が掲げられている。